# Per Carlén
Per Arne Owe Carlén, född 19 november 1960 i Örebro, är en svensk tidigare handbollsspelare (mittsexa) och handbollstränare. Han spelade 327 landskamper och gjorde 1 026 mål för Sveriges landslag mellan åren 1982–1996. När han avslutade landslagskarriären hade han rekorden för både flest landskamper och flest landslagsmål för Sverige genom tiderna, men dessa slogs senare av flera av hans landslagskollegor från den framgångsrika "Bengan Boys"-tiden under 1990-talet.
Per Carlén är far till tidigare handbollsspelaren/tränaren Oscar Carlén och fotbollsmålvakten Hilda Carlén.

## Spelarkarriär

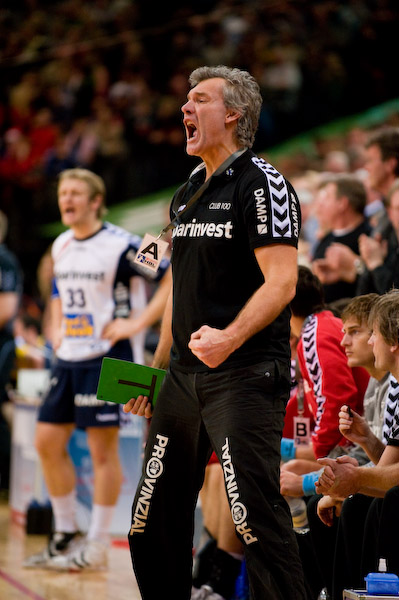
Per Carlén i SG Flensburg-Handewitt, 2009.

### Klubblagsspel
Per Carlén föddes i Örebro men växte upp på Hammarö utanför Karlstad. Där började han sin handbollskarriär i IFK Skoghall. Under militärtjänsten 1978–1979 representerade han HK Drott i Halmstad. Han återvände sedan till Värmland men då till IF Hellton. 1982 värvades han till elitlaget IK Heim, där han var med och tog SM-guld direkt. Efter guldet bytte han klubb till lokalkonkurrenten HP Warta, där han tillbringade två säsonger. 1985 blev han utlandsproffs i spanska BM Granollers. Fyra säsonger med Granollers förlängdes med två i BM Atlético de Madrid innan Carlén 1991 återvände till Sverige och Ystads IF. Där var han med och tog karriärens andra SM-guld, 1992. Det var för övrigt det enda svenska mästerskapet mellan 1984 och 2003 som inte vanns av HK Drott eller Redbergslids IK. Han fortsatte spela för Ystads IF tills han avslutade spelarkarriären år 2000.

### Landslagsspel
Carlén debuterade i Sveriges landslag 1982. Han blev så småningom lagkapten och var sedan en viktig kugge tillsammans med bland annat Magnus Wislander, Staffan Olsson, Erik Hajas och Björn Jilsén först i Roger "Ragge" Carlssons och sedan i Bengt "Bengan" Johanssons framgångsrika landslag under 1980- och 1990-talen.
Carlén deltog i fyra OS: Los Angeles 1984, Seoul 1988, Barcelona 1992 och Atlanta 1996. Han avslutade landslagskarriären med OS-finalen 1996, då han lämnade sina skor på prispallen i Atlanta.

## Tränarkarriär
Efter spelarkarriären var Per Carlén verksam vid Handbollsgymnasiet i Ystad. 2006 blev han huvudtränare för schweiziska TSV St. Otmar. Efter en säsong återvände han till Sverige och blev tränare för den nybildade klubben HK Malmö (som tog över IFK Malmös plats i seriesystemet). Laget var då nykomlingar i Elitserien säsongen 2007/2008.
Laget åkte ur serien redan efter en säsong. Carlén valde då att tillsammans med sonen Oscar Carlén, som trots sin unga ålder vann elitseriens skytteliga för Ystads IF, flytta till tyska topplaget SG Flensburg-Handewitt. Efter två säsonger ersattes Carlén på tränarposten år 2010 av den dåvarande sportchefen i klubben Ljubomir Vranjes. Säsongen 2010/2011 blev HSV Hamburg tyska mästare för första och hittills enda gången. Som regerande mästare värvades Carlén som lagets nya tränare, men efter bara några få månader fick han sparken. Carlén tvingades då till overksamhet fram till 2013 eftersom hans kontrakt med Hamburg fortfarande var gällande. 2013 blev han tränare för danska Bjerringbro-Silkeborg och lämnade klubben efter en säsong.
2015 blev Carlén förbundskapten för Israels landslag, men slutade redan efter ett år.

## TV-karriär
Carlén har biträtt Åke Unger i TV3 och Roger Blomquist i SVT som expertkommentator.

## Meriter
Klubblagsspel
- Svensk mästare: 2 (1983 med IK Heim; 1992 med Ystads IF)

Landslagsspel
- OS 1984 i Los Angeles: 5:a
- VM 1986: 4:a
- OS 1988 i Seoul: 5:a
- VM 1990 i Tjeckoslovakien:  Guld
- OS 1992 i Barcelona:  Silver
- VM 1993 i Sverige:  Brons
- EM 1994 i Portugal:  Guld
- VM 1995 i Island:  Brons
- EM 1996 i Spanien: 4:a
- OS 1996 i Atlanta:  Silver